# Gynoplistia (Gynoplistia) zebrata
Gynoplistia (Gynoplistia) zebrata is een tweevleugelige uit de familie steltmuggen (Limoniidae). De soort komt voor in het Australaziatisch gebied.